# طارق عبد الله
طارق عبد الله ؛ مواليد 6 سبتمبر 1995 في جدة، السعودية، هو لاعب كرة قدم سعودي يلعب في نادي التعاون.
لعب سابقاً في نادي الاتحاد ونادي ضمك.

## وصلات خارجية
- طارق عبده على موقع Soccerway.com (الإنجليزية)